# 8488 d'Argens
8488 d'Argens este un asteroid din centura principală de asteroizi.

## Descriere
8488 d'Argens este un asteroid din centura principală de asteroizi. A fost descoperit pe 26 septembrie 1989 la Observatorul La Silla de Eric Walter Elst. El prezintă o orbită caracterizată de o semiaxă mare de 2,26 ua, o excentricitate de 0,08 și o înclinație de 4,6° în raport cu ecliptica.